# ルミナスオレンジ
ルミナスオレンジ（英: Luminous Orange）は、日本のオルタナティヴ・ロックバンド。

## 概要
ペイル・セインツにインスパイアされ、1992年横浜にて曲を書き溜めた竹内里恵がメンバーを募り、女性4ピースバンドとして結成。 何度かメンバーチェンジを経た後、2002年以降は竹内里恵のソロプロジェクトとなる。結成以来、基本的に竹内が全ての楽曲の作編曲、歌詞を手がける（歌詞は数曲共作あり）。サポートミュージシャンを迎え録音やライブを行っている。1996年の1stアルバムリリース以来、5枚のアルバム、1枚のミニアルバム、1枚の7インチレコードをインディーズレーベルから発売している他、ビクターから2000年発売された「VU ヴェルヴェット・アンダーグラウンドトリビュート」、trattoria（ポリスター）より1枚のマキシシングルと、同レーベルのコンピレーションCD「Prego!99」, 「Prego!2001」, 「Anchor」に参加している。
ロックに通常使用される、3コードと呼ばれる進行から逸脱した不協和音や、複合拍子、変則的な小節構成などを多用した楽曲が特徴である。シューゲイザーのくくりに入れられる事があるが、プログレ的、エモ的、また基本的にはギターバンドであるが打ち込みを併用する楽曲も多いことからエレクトロニカ的と評される事もある。バンドブーム後〜1995年頃の国内インディーズバンドが苦戦していた時期は、欧米のファンジンへの記事掲載、ラジオ局での放送等、海外のメディアによる紹介の方が多かった。京都のレコード店の店内にてかかっていたルミナスオレンジの楽曲が偶然小山田圭吾の耳に止まり、トラットリアでのマキシリリース、数枚のコンピレーションへの参加に至った経緯がある。2002年発表のDrop You Vivid Coloursからは再びインディーズレーベルから作品を発表している。
NYで毎年行われる音楽イベント、CMJ Music Marathonショーケースアーティストに、2001年と2004に選出される(2001年は911テロでキャンセル)。また毎年テキサスで行われる世界3大音楽カンファレンスの1つ、SXSW2006、2007に選出されて出演し、NY Times, Austin Statesman等に記事が掲載された。また台湾で毎年行われる音楽フェスティバルFormoz Festivalにも2007年参加している。

## メンバー
- 竹内里恵(g, vo, key, programming, 作詞、作曲、編曲)

## 現在のサポートメンバー
- 柳川勝哉(g)
- 西浦謙助(dr)
- はやしいと(cho)
- 川上宏子(cho)
- 河瀬英樹(b)
- ? meytél(key, cho)
- 内藤彩(fagotto)
- 池田若菜(flute)
- 山本淳平(dr)
- 上田睦(b)

## これまで参加したサポート・ゲストミュージシャン
- 中尾憲太郎(B) - ナンバーガール,Crypt City,ART-SCHOOL,SEAGULL SCREAMING KISS HER KISS HER,younGSounds,SPIRAL CHORD,SLOTH LOVE CHUNKS,タイガン,SLOTH LOVE CHUNKS, SPIRALCHORD
- 石田千加子(cho) - CONDOR44
- アヒト・イナザワ(Dr) - VOLA & THE ORIENTAL MACHINE, ナンバーガール, ZAZEN BOYS, BEYONDS
- 小林愛(G,cho) - toddle, swarm's arm
- 平井直樹(Dr) - ex.oak, ex.BOOM BOOM SATELLITES, 現Jackson vibe
- 江崎典利(B) - toddle, ex-RUMTAG
- 渡辺成徳(Dr) - mash
- 鈴木正和(G) - mash
- 箱崎美奈子(G) シンガーソングライター - minakumari
- 石下泉(G)-human station
- 吉兼聡(G) - ZAZEN BOYS
- 山本直純(Sitar)
- 小林哉(B) - B.P., スペースカンフーマン
- 河野岳人(B) - LAGITAGIDA
- 張江浩司(Dr) - マヒルノ
- 舘山裕之(Dr) - emile, swarm's arm, taynton
- 藤井真生(G) - Ca-p, 魔太郎定食, Dub Driver
- フジイジュンイチ(Bass) - mash
- nijiiro flower (cho) - シンガーソングライター
- 増田幸治(Dr) - crawl
- 小川雅子(Dr)
- 北村弘(Dr)
- Ian Masters(key,B,cho,saw) - ex-Pale Saints
- 遠藤健(key, B,cho)[ARC]
- 詫摩美和(Cho)
- 藤澤勉(Dr)
- 辻野洋史(Dr)

## ディスコグラフィー
- VIVID SHORT TRIP (1996年/cccd-999)

ファーストアルバム。Cream Cone Recordsより発売された。この頃インディーズ界がギターポップ、パワー・ポップ全盛期だった事もあり、複雑な楽曲は異色であった。現在は廃盤。
- Waiting for the Summer(1997年/koga-029)

K.O.G.A. Recordsから発売されたセカンドアルバム。トリッキーな構成やコード進行は一貫しているが、ピアノ、バイオリン、バグパイプ等のアコースティック楽器も使用し、歪みギターは控えめである。当時正式メンバーだった竹内里恵、番場要(d)、坂本和子(b)にゲストミュージシャンを加えた形で制作されたが、このアルバム発表と前後して番場と坂本が脱退した。
- Puppy Dog Mail EP(1998年)

元Pale Saintsのイアン・マスターズ主催、Friendly Science Enregistermentsのレーベル第4弾７インチとして英国で発売された。コーネリアスの小山田圭吾が京都の輸入レコード店Jet Setで耳にしたのはこのレコードである。ボサノヴァテイストとギターロックが同居し、打ち込み主体の楽曲が収録されている。
- Sugarcoated(1998年09月28日/MJIP-7001)

Major Records(インパートメント)から発売されたサードアルバム。二澤太郎がベースとして加入し、ドラムは藤澤勉、北村弘、辻野洋史の3人がサポートとして担当した。複雑な楽曲は変わらないながら、ギターの歪みやフィードバックノイズを駆使したギターロック寄りな作品になっている。アルバムタイトルには、難解と言われ続けてきた楽曲を甘いメロディやウィスパーボイスでコーティングし、さらりと聴かせてしまおうという意図が含まれている。
- luminousorangesuperplastic(1999年2月16日/CCCD-111)

7曲入りミニアルバム。Cream Cone Recordsから発売された。前作の方向性を維持しながら、より荒々しさとスピード感のある楽曲が収録され、高い周波数帯をブーストしたMix手法が採用されている（低音は控えめである）。またHis Name Is AliveのWarren DefeverによるPuppy Dog Mailのリミックスも収録されている。カバージャケットに当時Number Girlの向井秀徳と、All Natural Lemon and Lime FlavorsのMercのコメントシールが添付されている。
- luminousorangesugarplastic(2000年09月20日/MTCD-1002)

コーネリアスが当時主催していたtrattoria(ポリスター)（2001年解散）からリリースされた4曲入りマキシシングル。竹内、ニ澤に加え、ドラマーとしてアヒト・イナザワ、平井直樹(BOOM BOOM SATELLITES他)が参加、エンジニアとして斉藤匡崇、神田朋樹が参加している。初回プレスはデジパック仕様、以降はプラスティックケース仕様である。メジャーからのリリースで音が良くなり高低音域のバランス、迫力も増したが、2009年現在廃盤。
- Drop You Vivid Colours(2002年11月25日/TVIP-1023)

4thフルアルバム。Tone Vendor（インパートメント）よりリリースされた（アメリカのシューゲイザー系レーベル、Tonevendorとは別のレーベル）。このレコーディング中に911テロが起き予定していたNYツアーが中止になったり、Trattoriaが解散したり、音源完成後もリリース先が見つからず発売まで月日を要する等、様々なトラブルに見舞われた。二澤がこのアルバムを最後に脱退。この年解散を発表したNumber Girlのアヒト・イナザワ、中尾憲太郎が参加した。全曲斉藤匡崇によるエンジニアリングも、多彩な収録曲や参加ミュージシャンによる演奏に統一感を与える事に寄与している。
- Vivid Short Trip 7 stops farther (1stアルバム　リイシュー)(2004年09月02日/CCLO-999)

ファーストアルバムに収録されていた楽曲に、当時様々なコンピレーションにバラバラに収録されていた7曲を追加し、リマスタリングしてCream Cone Recordsより発売された。
- Sakura Swirl (US)(2007年09月15日/ML18)

NYのレーベル、Music Relatedより発売された5thアルバム。竹内がmixまでを担当した打ち込みのエレクトロニカ的要素を含む楽曲と、バンド演奏による楽曲がほぼ半々で収録されている。バンド演奏の楽曲には前作にも参加したアヒト・イナザワ、舘山裕之に加え、江崎典利(toddle)、藤井真生(ca-p)が参加。また竹内が作曲、イアン・マスターズ(Ian Masters)が作詞を担当した「Silver Kiss」では、イアンがボーカル、コーラス、Music Saw,　カオスパッドを担当している。
- Sakura Swirl (JP)(2008年03月05日/NAV-1)

前年にリリースされたアメリカ盤に2曲ボーナストラックを追加した日本リマスター盤。古巣Cream Coneとサポートギタリストの藤井真生のレーベルG.A.C.の共同レーベルNavigationより発売された。
- Best of Luminous Orange (2009年11月04日/ZNR-077)

残響レコードより発売された自選15曲を収録したベストアルバム。WalkblindとHoney Eyesは竹内に加え、河野岳人(b, ex.マヒルノ、柳川勝哉(g, Caucus)、西浦謙助(相対性理論 (バンド))をサポートに迎えた2009年新規録音。
- Songs of Innocence (2010年06月02日/ZNR-089)

残響レコードより発売された6thアルバム。
- Soar, Kiss The Moon (2014年11月05日/DQC-1377）

自主レーベル Parallelogramより発売された7thアルバム。従来のロックバンド編成に、クラシックギター、ウッドベース、ピアノ、管楽器等をフィーチャー、またエンジニアにツバメスタジオ君島結を起用。高音圧の既発音源と比べ、ヘッドルームの広いプロダクションとなっている。

### 参加作品
| 発売日         | タイトル                        | 規格品番   | 備考        |
| -------------- | ------------------------------- | ---------- | ----------- |
| 2000年04月16日 | トロリーバス ミュージックツアー | TB-001     | Trolley Bus |
| 2008年10月08日 | トータル・フィードバック        | COCP-60023 | Columbia    |

## ミュージックビデオ
| 監督             | 曲名                                                                 |
| 北山大介（Help!) | 「Absent Minded My Sugar 2」                                         |
| 高橋健人         | 「Untold」                                                           |
| 内藤孝治         | 「Sea of Lights」                                                    |
| 竹内里恵         | 「Every Single Child」「Icicles」「Braque's Bird」「Das Experiment」 |
| 不明             | 「Walkblind」                                                        |

## 主なライブ
- 2004年10月15日 - CMJ Music Marathon 2004
- 2006年03月15日 - SXSW Music 2006
- 2007年03月16日 - SXSW Music 2007
- 2007年05月18日 - Luminous Orange 「Sakura Swirl」先行発売イベント
- 2007年07月28日 - Formoz Festival 2007
- 2008年03月08日 - いいにおいのするツアー京都編
- 2010年05月05日 - 心響(HIBIKI) sound museum vol.1
- 2010年11月23日・24日 - Yamon Yamon Japan Tour 2010
- 2011年09月10日 - TAICOCLUB camps '11
- 2017年03月29日 - Pop Sabbath Vol.5